# Bức tường Berlin sụp đổ
Sự sụp đổ của Bức tường Berlin (tiếng Đức: Mauerfall) vào ngày 9 tháng 11 năm 1989, trong cuộc Cách mạng Ôn hoà, là một sự kiện quan trọng trong lịch sử thế giới, đánh dấu sự sụp đổ của Bức màn Sắt và đánh dấu một trong số cả loạt các chuỗi sự kiện bắt đầu sự sụp đổ của chủ nghĩa cộng sản ở Đông và Trung Âu, trước đó là Phong trào Đoàn kết ở Ba Lan. Sự sụp đổ của Biên giới Bên trong Đức diễn ra không lâu sau đó. Chiến tranh Lạnh được tuyên bố là đã kết thúc tại Hội nghị Malta ba tuần sau đó và nước Đức được tái thống nhất vào tháng 10 năm sau.

## Bối cảnh

### Mở cửa Bức màn Sắt

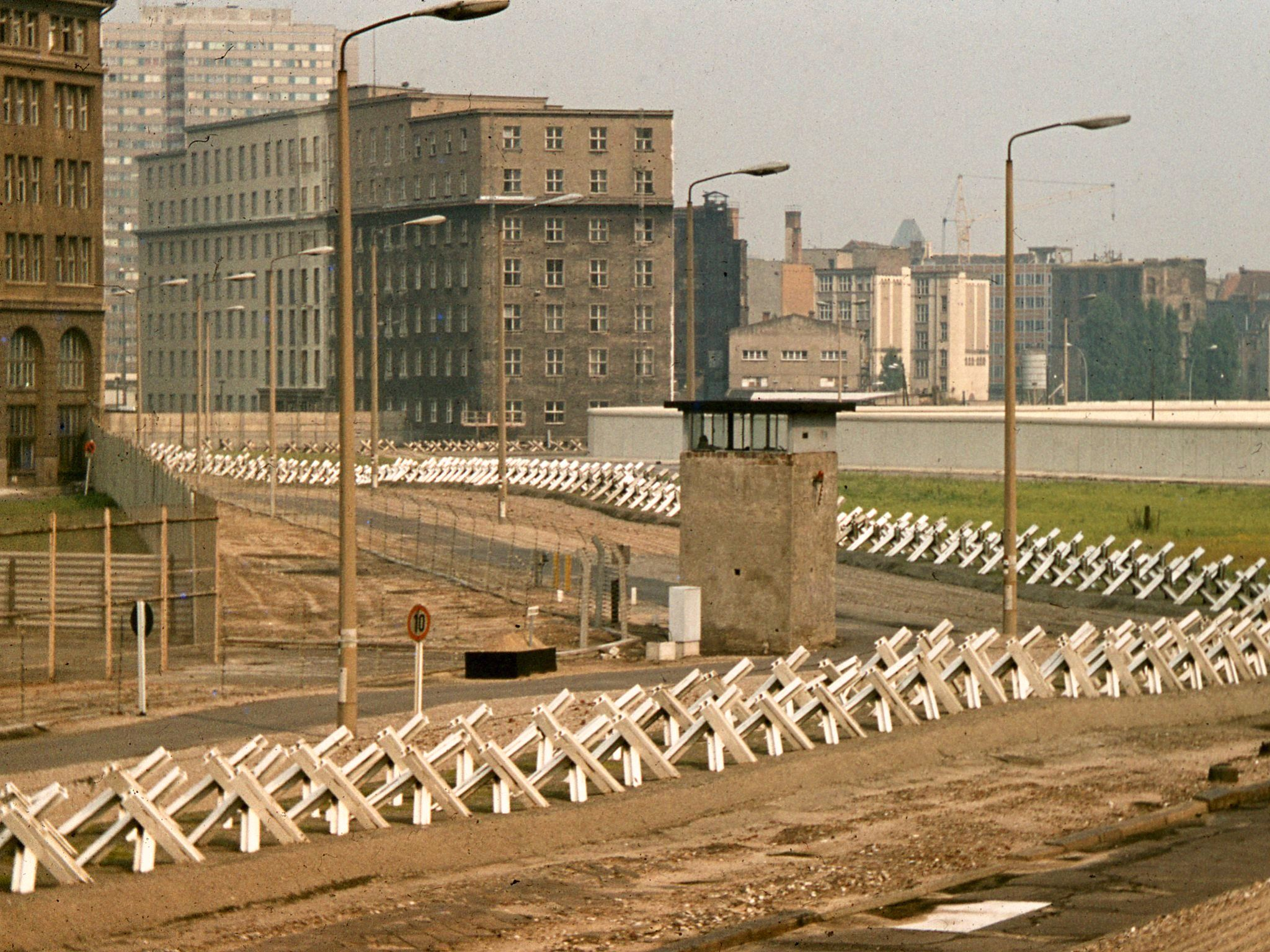
Phần này của "dải đất tử thần" của Bức tường có nhím Séc, một tháp canh và một khoảng đất trống, năm 1977.

Việc Bức màn Sắt giữa Áo và Hungary được mở ra tại Buổi dã ngoại Liên Âu vào ngày 19 tháng 8 năm 1989 đã bắt đầu một phản ứng dây chuyền ôn hoà; khi kết thúc sẽ không còn một Đông Đức, và Khối phía Đông sẽ tan rã. Những người đi du lịch Đông Đức đến Hungary đã quảng cáo rộng rãi cho chuyến dã ngoại đã được lên kế hoạch trước này bằng áp phích và tờ rơi. Đây là phong trào trốn thoát khỏi Đông Đức lớn nhất kể từ khi Bức tường Berlin được xây dựng vào năm 1961. Chuyến dã ngoại dựa trên ý tưởng của Otto von Habsburg nhằm thử nghiệm phản ứng của Liên Xô và Mikhail Gorbachev trước việc mở cửa biên giới. Sau chuyến dã ngoại, hàng chục nghìn người Đông Đức biết được thông tin qua truyền thông đã lên đường đến Hungary. Erich Honecker nói với tờ Daily Mirror về Buổi dã ngoại Liên Âu: "Habsburg đã phân phát tờ rơi đến tận Ba Lan, trong đó các du khách Đông Đức được mời đi dã ngoại. Khi họ đến dã ngoại, họ được tặng quà, thức ăn và Mác Đức, và sau đó họ được thuyết phục đến với phương Tây." Ban lãnh đạo Đông Đức ở Đông Berlin không dám đóng cửa hoàn toàn biên giới của đất nước mình và Liên Xô cũng không có bất kỳ phản ứng gì. Do đó, một trụ cột của Khối phía Đông đã bị phá vỡ.
Sau mùa hè năm 1989, vào đầu tháng 11, những người tị nạn đang tìm đường đến Hungary qua Tiệp Khắc hoặc qua đại sứ quán Tây Đức ở Prague.
Cuộc di cư ban đầu được chấp nhận vì các thỏa thuận lâu đời với chính phủ Tiệp Khắc cộng sản, cho phép đi lại tự do qua biên giới chung của họ. Tuy nhiên, cuộc di cư người dân này lớn đến nỗi nó đã gây khó khăn cho cả hai nước. Ngoài ra, Đông Đức đang gặp khó khăn trong việc đáp ứng các khoản nợ do vay mượn nước ngoài; Egon Krenz đã cử Alexander Schalck-Golodkowski đến hỏi Tây Đức một khoản vay ngắn hạn để trả lãi nợ không thành công.:344

### Thay đổi chính trị ở Đông Đức
Vào ngày 18 tháng 10 năm 1989, lãnh đạo Đảng Thống nhất Xã hội Chủ nghĩa Đức (SED) lâu năm Erich Honecker đã từ chức với Krenz là người thay thế. Honecker đã bị ốm nặng, và những người muốn thay thế ông ban đầu sẵn sàng chờ đợi một "giải pháp sinh học", nhưng đến tháng 10 thì đã tin rằng tình hình chính trị và kinh tế đã quá trầm trọng.:339 Honecker chấp thuận lựa chọn này, nêu tên Krenz trong bài phát biểu từ chức của mình, và Volkskammer đã bầu chọn ông. Mặc dù Krenz đã hứa sẽ có cải cách trong bài phát biểu đầu tiên trước công chúng, ông bị công chúng Đông Đức coi là đang tuân theo các chính sách của người tiền nhiệm của mình, và các cuộc biểu tình công khai đòi ông từ chức vẫn tiếp tục. :347 Bất chấp hứa hẹn cải cách, sự phản đối của công chúng đối với chế độ vẫn tiếp tục gia tăng.
Vào ngày 1 tháng 11, Krenz cho phép mở lại biên giới với Tiệp Khắc, vốn đã bị phong tỏa để ngăn người Đông Đức chạy sang Tây Đức. Vào ngày 4 tháng 11, cuộc biểu tình Alexanderplatz đã diễn ra.
Vào ngày 6 tháng 11, Bộ Nội vụ đã công bố một dự thảo về các quy định đi lại mới, trong đó có thay đổi chiếu lệ đối với các quy tắc thời Honecker, khiến cho quy trình phê duyệt trở nên mơ hồ và khả năng tiếp cận ngoại tệ trở nên không chắc chắn. Bản dự thảo đã khiến những người dân phẫn nộ và bị Thị trưởng Tây Berlin Walter Momper lên án là "hoàn toàn rác rưởi". Hàng trăm người tị nạn đã chen chúc trên các bậc thang của đại sứ quán Tây Đức ở Prague, khiến người Tiệp Khắc phẫn nộ và đe dọa đóng cửa biên giới Đông Đức–Tiệp Khắc.
Vào ngày 7 tháng 11, Krenz chấp thuận đơn từ chức của Thủ tướng Willi Stoph và hai-phần-ba số thành viên của Bộ Chính trị; tuy nhiên Krenz đã được toàn bộ Ủy ban Trung ương bầu lại làm Tổng Bí thư.:341

### Chính sách nhập cảnh Đông Đức mới
Vào ngày 19 tháng 10, Krenz đã yêu cầu Gerhard Lauter soạn thảo một chính sách đi lại mới. Lauter là cựu sĩ quan Cảnh sát Nhân dân. Sau khi thăng cấp nhanh chóng, ông vừa được thăng chức tại Bộ Nội vụ với tư cách là người đứng đầu bộ phận chịu trách nhiệm cấp hộ chiếu và đăng ký công dân.
Tại một cuộc họp của Bộ Chính trị vào ngày 7 tháng 11, họ đã quyết định ban hành một phần của dự thảo quy định đi lại nhằm giải quyết vấn đề xuất cảnh vĩnh viễn ngay lập tức. Ban đầu, Bộ Chính trị đã lên kế hoạch tạo ra một cửa khẩu biên giới đặc biệt gần Schirnding dành riêng cho cuộc di cư này. Tuy nhiên, các quan chức Bộ Nội vụ và quan chức Stasi có trách nhiệm soạn thảo văn bản mới đã kết luận rằng điều này là không khả thi, và đã soạn thảo một văn bản mới liên quan đến cả di cư và đi lại tạm thời. Nó quy định rằng công dân Đông Đức có thể xin phép đi ra nước ngoài mà không cần phải đáp ứng các yêu cầu trước đó dành cho những chuyến đi đó. Để giảm bớt khó khăn, Bộ Chính trị do Krenz lãnh đạo đã quyết định vào ngày 9 tháng 11 sẽ cho phép người tị nạn xuất cảnh trực tiếp qua các cửa khẩu giữa Đông Đức và Tây Đức, bao gồm cả giữa Đông và Tây Berlin. Sau đó cùng ngày, chính quyền cấp bộ đã sửa đổi đề xuất để bao gồm đi lại riêng tư và khứ hồi. Các quy định mới sẽ có hiệu lực vào ngày hôm sau đó.